# Leon Jessen
Leon Jessen est un footballeur international danois, né le 11 juin 1986 à Brande au Danemark. Il évolue au poste d'arrière droit.

## Carrière

### International
Leon Jessen a été sélectionné avec le Danemark en espoirs entre 2006 et 2008 pour 7 sélections, après avoir connu les moins de 19 et 20 ans.
Le 14 novembre 2009, Jessen obtient sa première sélection en A contre la Corée du Sud, en match amical.